# Zauditu

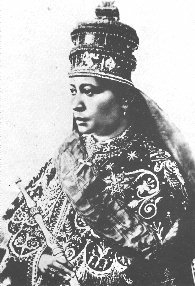
Kaiserin Zauditu

Kaiserin Zauditu (auch Zawditu, amharisch ዘውዲቱ) (* 29. April 1876; † 2. April 1930) war von 1916 bis 1930 die erste Monarchin von Äthiopien, die für ihre Bemühungen bekannt war, die äthiopische Gesellschaft zu stärken und traditionelle Werte zu bewahren und trotzdem Reformen durchzusetzen.  Als erstes weibliches Staatsoberhaupt eines international anerkannten Landes in Afrika im 19. und 20. Jahrhundert und als erste und einzige regierende Kaiserin des Äthiopischen Reiches war ihre Regierungszeit bekannt für die Reformen ihres Regenten und designierten Erben Ras Tafari Makonnen (der ihr als Kaiser Haile Selassie I. nachfolgte), denen sie aufgrund ihres ausgeprägten Konservatismus und ihrer starken religiösen Verehrung bestenfalls zwiespältig, oft aber auch strikt ablehnend gegenüberstand. Sie ist die letzte regierende Kaiserin und bis zur Wahl von Sahle-Work Zewde zur Präsidentin 2018 auch das letzte weibliche Staatsoberhaupt Äthiopiens.
Kaiserin Zauditu war während ihrer Regierungszeit bestrebt, die traditionellen Werte Äthiopiens durch eine Reihe konservativer Maßnahmen aufrechtzuerhalten und widersetzte sich der raschen Modernisierung. Als sie 1916 nach der Absetzung von Kaiser Iyasu V. den Thron bestieg, wurde sie von konservativen Gruppierungen und der äthiopisch-orthodoxen Kirche unterstützt, die in ihr eine stabilisierende Figur sahen. Ihre Herrschaft war geprägt von dem Bemühen, die äthiopischen Traditionen und den orthodoxen christlichen Glauben aufrechtzuerhalten, was im Gegensatz zu den Modernisierungsbestrebungen ihres Regenten Ras Tafari Makonnen, dem späteren Kaiser Haile Selassie, stand.
Sie sah sich mit erheblichen internen Herausforderungen konfrontiert und navigierte durch Machtkämpfe zwischen konservativen und modernistischen Fraktionen innerhalb des Landes. Trotz ihrer konservativen Haltung musste sich Zauditu mit den komplexen Gegebenheiten einer Nation auseinandersetzen, die unter dem Druck stand, sich zu modernisieren und mit ausländischen Mächten in Kontakt zu treten. Während ihrer Regierungszeit erlebte Äthiopien politische Manöver, wobei Ras Tafari auf Reformen und internationale Diplomatie drängte, was zu einer doppelten Machtdynamik führte, die ihre Herrschaft bestimmte. Die Versuche Äthiopiens, seine Souveränität inmitten äußerer Bedrohungen, insbesondere durch Kolonialmächte wie Italien, zu behaupten, prägten diese Zeit. Ihr Engagement für die Bewahrung der äthiopischen Unabhängigkeit und des kulturellen Erbes war ein bemerkenswerter Aspekt ihrer Führung. Der Widerstand gegen die rasche Modernisierung und das Festhalten an einer traditionalistischen Politik führten jedoch zu Spannungen innerhalb der Regierung und der Gesellschaft.
Der Tod von Kaiserin Zewditu im Jahr 1930 unter bis heute nicht ganz geklärten Umständen markierte das Ende einer Ära und ebnete den Weg für Ras Tafari als Kaiser Haile Selassie. Ihr Vermächtnis spiegelt die Bemühungen wider, traditionelle Werte zu bewahren, während sie sich dem unausweichlichen Wandel stellte. Man erinnert sich an sie wegen ihres Engagements für den äthiopisch-orthodoxen Glauben und ihrer Rolle in einer Übergangszeit, die den Weg für die nachfolgenden Modernisierungsbemühungen ebnete. Kritiker sind der Ansicht, dass ihre konservative Politik den Fortschritt und die Anpassung Äthiopiens an die moderne Welt behindert haben könnte. Befürworter betonen jedoch ihre bedeutende Rolle bei der Aufrechterhaltung der äthiopischen Gesellschaft.

## Leben

### Jugend
Sie war die älteste Tochter von Menelik II., dem König von Shewa, und dessen erster Ehefrau Woizero Abechi. Folglich entstammte sie dem Shewarer Zweig der Salomonischen Dynastie. 1882 wurde sie aus politischen Beweggründen mit Araya Selassie Yohannis, dem Sohn des amtierenden Kaisers Yohannes IV. und Thronfolger, verheiratet. Menelik erkannte im Gegenzug Yohannes' Oberhoheit an. Die beiden sollten jedoch bereits kurze Zeit später wieder in Konflikt liegen, wobei es Zauditu gelang, gute Beziehungen zu sowohl ihrem Vater als auch ihrem Schwiegervater aufrechtzuerhalten. Als ihr Ehemann 1888 starb, soll ihr Kaiser Yohannes IV. etwa eine wertvolle Rinderherde auf den Weg in ihre Heimatstadt mitgegeben haben – dies zu einem Zeitpunkt, als seine Beziehung zu Menelik an einem besonderen Tiefpunkt war. Als Yohannes im folgenden Jahr starb, übernahm Menelik die Macht. Zauditu verheiratete sich danach noch zweimal. Ihre vierte Ehe ging sie 1900 mit Gugsa Welle ein, dem Neffen ihrer Stiefmutter Taytu und Herrscher von Simien.

### Unter Kaiser Iyasu
Im Jahr 1908 legte Kaiser Menelik II. nach einem Schlaganfall fest, dass sein Enkel Iyasu ihm nach seinem Tod auf den Thron nachfolgen sollte. Zauditu befand sich zu diesem Zeitpunkt an vierter Stelle der Thronfolge. Ihre Stiefmutter Taytu soll versucht haben, Zauditu oder deren Ehemann zum Thronfolger zu machen, doch der Hof verweigerte seine Anerkennung. Iyasu wartete in den folgenden Jahren auf seine Krönung, doch obwohl Menelik inzwischen bettlägerig und gelähmt war, war Taytu nicht gewillt, Iyasu zum Kaiser zu erklären. Als Menelik 1913 „endlich“ starb, war Iyasu über das Verhalten seiner Verwandten so verärgert, dass er ein öffentliches Begräbnis oder Gedenken an den alten Kaiser verbot und Taytu sowie Zauditu und Gugsa Welle aufs Land verbannte. Die Regentschaft des neuen Kaisers war jedoch durch Konflikte mit Adel, Kirche und den alten Ministern seines Großvaters geprägt. Am 27. September 1916 wurde Iyasu vom Adel gestürzt, da er angeblich zum Islam konvertiert sein sollte und daher sein Recht auf die Kaiserkrone verwirkt habe. Zauditu wurde zur Kaiserin erklärt, ihr Cousin Tafari Makonnen zum Kronprinz.

### Herrschaft
Obwohl der Adel ihre Herrschaft unterstützte, misstrauten viele Adelige noch immer ihrer Stiefmutter Taytu. So arrangierten sie, dass Gugsa Welle als Gouverneur von Begemder eingesetzt wurde und nicht direkt am Hof präsent war. Dieser Schritt dürfte jedoch Zauditu, die als sehr emotional beschrieben wird, mitgenommen haben. Auch empfand sie Scham darüber, den von ihrem Vater gewünschten Thronfolger entthront und damit den Willen Meneliks missachtet zu haben. Diese beiden Komponenten führten dazu, dass Zauditu keine sehr glückliche Kaiserin war. Schnell verlor sie das Interesse an der Tagespolitik. Zudem vertrat die Kaiserin konservative Ansichten, während ihr Kronprinz Tafari das Land modernisieren wollte. Während Tafari die Sklaverei abschaffte und dafür sorgte, dass Äthiopien dem Völkerbund beitrat, beschäftigte sich Zauditu mit religiösen Angelegenheiten und ließ eine Vielzahl an Kirchen errichten.
Im September 1928 versuchten einige Reaktionäre am Hof, mithilfe eines Putsches gegen Tafari Makonnen den Reformkurs zu stoppen. Als Tafari eine Kompanie herbeibeorderte, zogen sich die Putschisten in das Mausoleum von Menelik zurück. Das wurde von der Kompanie umstellt, die wiederum von Zauditus Leibwache umstellt wurde. Tafari konnte jedoch auf die Unterstützung der Armee und deren modernen Waffen zählen, weshalb der Putsch schnell niedergeschlagen wurde. Die Kaiserin war in der Folge gezwungen, ihn zum Negus (König) zu ernennen und de facto die Macht im Staat zu übergeben. Zauditu blieb als Kaiserin (Negiste Negest) weiterhin nominell Staatsoberhaupt. Sie galt für die konservativen Kräfte in Äthiopiens politischer Elite zwar als Fixpunkt, unterstützte aber dennoch keine Aktionen gegen Tafari.
Am 31. März 1930 kam Gugsa Welle ums Leben. Er hatte versucht, in Begemder eine Rebellion gegen Tafari Makonnen zu starten, und wurde in der Schlacht von Anchem von der modernisierten äthiopischen Armee geschlagen und getötet. Zauditu hatte die Rebellion nicht unterstützt und ihren Ehemann dazu aufgefordert, sie zu unterlassen. Sein Tod wurde am 1. April in Addis Abeba verkündet. Einen Tag später starb Zauditu. Heute ist bekannt, dass sie an Diabetes und Typhus litt. Ob dies die Todesursache war, ist jedoch umstritten. Auch eine falsche Behandlung, etwa ein Bad in eiskaltem heiligen Wasser, das zu einem Schockzustand führte, könnte ausschlaggebend gewesen sein. Konservative Kritiker ihres Nachfolgers erhoben mehrmals den Vorwurf, Tafari Makonnen oder einer seiner Unterstützer habe sie vergiften lassen.
Negus Tafari Makonnen folgte ihr auf den Thron nach und nahm den Kaisernamen Haile Selassie an.